# Heroin (Z-Ro)
Heroin è il quattordicesimo album in studio del rapper statunitense Z-Ro, pubblicato nel 2010.

## Tracce
1. Never Let It Go – 3:59
2. Denzel Washington (featuring Chamillionaire & Paul Wall) – 4:08
3. Driving Me Wild – 4:36
4. Boss (featuring Mýa) – 3:58
5. Thug Nigga – 3:41
6. Blast Myself – 4:18
7. Do Bad On My Own – 4:06
8. Real or Fake (featuring Mike D) – 4:54
9. We Don't Speed (featuring Lil' Flip) – 4:28
10. Gangsta Girl (featuring Billy Cook) – 5:06
11. Eyez on Da Prize – 4:40
12. Come Back wit It – 4:13
13. Move Your Body – 4:46
14. Rollin' on Swangaz (featuring Chris Ward) – 4:15
15. Let's Ride (featuring Chris Ward) – 4:36